# Hemiacris tuberculatus
Hemiacris tuberculatus is een rechtvleugelig insect uit de familie veldsprinkhanen (Acrididae). De wetenschappelijke naam van deze soort is voor het eerst geldig gepubliceerd in 1966 door Dirsh.